# Současná česká literatura
Současná česká literatura popisuje období od pádu komunismu roku 1990.  
Roku 1989 došlo k velkým politickým změnám, nejen v Československu, ale i v celé Evropě, socialistický tábor prakticky přestal existovat a vývoj naší země se vrátil k normálu. S tímto procesem se pomalu začala vracet i literatura, do knihoven byly navráceny knihy zakázaných autorů, do země se vrátili někteří exiloví spisovatelé. Postupně začala být vydávána tvorba světových a samizdatových autorů. S pádem cenzury zmizela i exilová nakladatelství, ta buď zanikla úplně, nebo se přesunula do ČR. Tím padla uměle vytvořená názorová jednota a česká literatura postupně začala opět reagovat na literaturu světovou.
Změna politického systému přinesla i změny v organizaci spisovatelů, rozpadl se Svaz československých spisovatelů a vznikla nová organizace – Obec spisovatelů, ta byla organizována zcela jinak a její pravomoci byly úplně jiné. Kromě této organizace vznikl mj. i PEN klub. Dále začaly vznikat organizace, které sdružovaly literáty stejných zájmů, např. spisovatele sci-fi, fantasy atp.

## Poezie
Počátkem tohoto období se vydávalo značné množství děl, zpravidla se však nejednalo o novou tvorbu, ale o vydání nikdy nevydaných exilových a samizdatových děl (Jan Skácel, Oldřich Mikulášek, Ivan Blatný, …). Na trh se tak dostalo velké množství kvalitních děl – často se jednalo o výběry toho nejlepšího za dvacet a víc let práce, popř. vydání nejlepších sbírek klasiků jako např. Jaroslava Seiferta. To vedlo ke snížení zájmu o nové autory, kteří se v takovéto konkurenci těžko prosazovali.
Velký vliv na českou poezii mělo hlavně na počátku 90. let vydání díla Bohuslava Reynka. Ze starší generace se prosazuje především Josef Topol, Ivan Diviš, Karel Šiktanc, Viola Fischerová, Petr Král, Vít Slíva; vycházejí sebrané spisy Miroslava Holuba, své sebrané dílo vydává Petr Kabeš, velmi populární jsou básnické texty Ivana Wernische i verše Jiřího Žáčka. Fenoménem se po vydání básnického souboru Magorova summa stává živoucí legenda Ivan Martin Jirous a populární J. H. Krchovský.  Prosazuje se i mladší poezie a to především v dílech Petra Borkovce, Pavla Kolmačky, Radka Fridricha a Petra Hrušky, kteří se stávají nejvýznamnějšími zástupci generace narozené v 60. a  na začátku 70. let. Z mladší generace se v devadesátých letech prosazuje Jaromír Typlt a Bogdan Trojak. V první dekádě 21. století zanechávají výraznější stopu básnířky Kateřina Rudčenková a Marie Šťastná a básníci Milan Děžinský a Radek Malý. V druhé dekádě pak zaujaly výrazné první, případně druhé sbírky Viktora Špačka, Jana Těsnohlídka, Jonáše Hájka, Jakuba Řeháka, Kamila Boušky, Adama Borziče a Ladislava Zedníka.

## Próza
Stejně jako v poezii i v próze došlo k vydání celé řady významných exilových a samizdatových spisovatelů (Josef Škvorecký, Ludvík Vaculík, Ivan Klíma, Jan Čep, …, nejproblematičtěji vychází dílo Milana Kundery).
Z exilových či samizdatových spisovatelů se někteří začali angažovat v úplně jiných oborech (politika), z těchto spisovatelů, kteří u literatury zůstali, se nejlépe prosazuje: Ludvík Vaculík, Eva Kantůrková, Ivan Matoušek, Ivan Binar. Z méně známých spisovatelů jsou to pak Václav Kahuda a Emil Hakl.
Z autorů oficiální prózy lze vyzdvihnout tvorbu Z. Šmída, která je velmi populární, ve sci-fi literatuře se prosadil především Ondřej Neff.
V nové tvorbě se objevují prvky, které byly často potlačovány a mladým autorům chyběly – erotika a bezprostřední humor; odráží se zde i vliv postmoderny. Z nových autorů se nejvíce prosadili Petr Šabach, Michal Viewegh, Miloš Urban či po Kunderovi nejpřekládanější žijící český autor Patrik Ouředník.

## Divadlo
Divadla se změny v české společnosti dotkly prakticky nejdříve, v průběhu sametové revoluce se divadelníci takřka jednotně postavili na stranu změn, a divadla se tak stala centry politického a kulturního dění. Tento trend však počátkem roku 1990 nutně zmizel a divadla se dostala do mnoha problémů, které vedly ke snížení návštěvnosti. Prvním problémem bylo nenazkoušení jiných než za socialismu hraných her, ačkoli lidé o tento druh her měli zájem. Dalším problémem, který se týkal především malých divadel, který se objevil později, byly restituce. Restituce donutily řadu malých divadel změnit působiště, což také vedlo ke krátkodobým problémům. Problémem, který nejvýrazněji ovlivnil návštěvnost divadel, byl fakt, že mnoho lidí chodilo do divadel na různé narážky a dvojsmysly, ale tento druh humoru přestal být potřeba, protože politická kritika se začala objevovat v novinách, televizi atd. Dále se projevila špatná ekonomická situace, která vedla ke snižování dotací, posledním problémem byl i vznik nových (resp. obnovení starých divadel – divadlo Sklep, Divadlo za branou), která zvyšovala konkurenci, z těchto příčin došlo ke krachu celé řady menších divadelních scén.
Krátce po revoluci se do divadel postupně dostaly hry zakázaných autorů, např.: Václav Havel, Josef Topol, Milan Uhde atd. V nové tvorbě se projevil vliv postmoderny (Jan Antonín Pitínský), groteskního divadla, světové tvorby, ale i křesťanské tradice.

## Literární historie a kritika
Tyto obory literatury patřily v předešlé době k nejvíce zasaženým a pozměňovaným, proto se také velmi těžko dostávaly ke slovu a velice těžko se zbavovaly dědictví z předchozího období. Přes všechny problémy se i v oblasti literární historie objevují kvalitní práce a pomocí, často exilových autorů, tento obor pomalu získává zpět svoji ztracenou prestiž. Z tohoto oboru vyšlo, vedle celé řady průměrných děl, i několik skutečně kvalitních literárních děl:
- Slovník české prózy 1945–1994, redigovali Miroslav Zelinský a Blahoslav Dokoupil
- Na tvrdém loži z psího vína, 1998 Jiří Trávníček a Zděnek Kožmín
- Slovník českých spisovatelů od roku 1945, dva díly (1995, 1998)
- Nesoustavná rukoveť české literatury, Jiří Rambousek (2003)

Oblast literární kritiky se potýká s mnoha problémy, z nichž nejvýraznější je nedostatek kvalitních moderních kritiků. Tento nedostatek je způsoben faktem, že od roku 1969 zde nevycházela jiná kritika než kladná. Samizdatoví kritici se potýkali s problémy jisté izolovanosti a tím, že hodnotili pouze kvalitní díla a i zde uplatňovali dost specifická hlediska, neboť znali názory (či se přímo osobně znali) se svými čtenáři. Přesto se v řadě literárních časopisů, popř. i nespecializovaných novinách, objevují kvalitní kritiky.

## Nakladatelství
Velké množství exilových nakladatelství ukončilo svoji činnost, např. Index, jiná přesunula svá centra do ČR a stala se klasickými nakladatelstvími např. Arkýř, Pražská imaginace.
Zavedená nakladatelství se potýkala se spoustou problémů a mnoho z nich se nedokázalo přizpůsobit novým podmínkám a zanikla (Odeon, Československý spisovatel), jiná nakladatelství dokázala najít schopné manažery, kteří by je vyvedli ze závislosti na socialistickém zřízení.
Zároveň s tímto procesem vznikala nová nakladatelství, podle některých odhadů takto vzniklo více než 3000 subjektů zabývajících se nakladatelskou činností. Je samozřejmé, že většina z nich zkrachovala po vydání několika knih. Přesto se řada vydavatelů dokázala prosadit a vytvořila silná vydavatelství, často specializovaná na určitý druh literatury (Paseka, Argo, Torst, atd.)

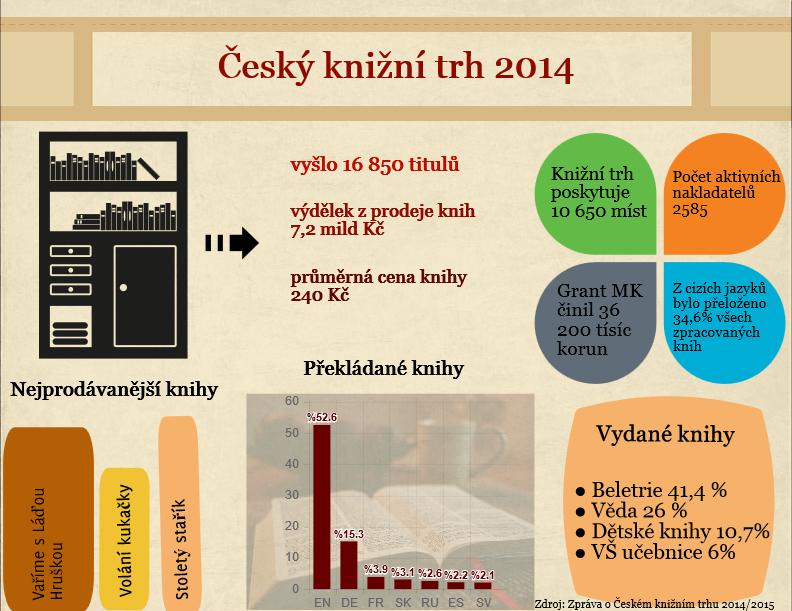
Český knižní trh v roce 2014

## Literární časopisy
V novém ekonomickém prostředí zanikl oficiální měsíčník svazu spisovatelů – Literární měsíčník a krátce poté i Tvorba. Jiné socialistické časopisy se zvládly přeformovat a staly se standardními literárními časopisy – např. Kmen, který se přejmenoval na Tvar. Z literárních časopisů, které se staly normálními časopisy, se nejznámějšími staly časopisy Proglas, Revolver Revue a Host.
Řada zakázaných a zaniklých časopisů byla obnovena např. surrealistický Analogon či Literární noviny, některá z těchto periodik obnovovali bývalí redaktoři. Dále vznikly úplně nové časopisy, které se často specializovaly na určitý druh literatury (Souvislosti – křesťanští spisovatelé, Živel – kyberpunk). Žádný z těchto časopisů nevychází v nákladu podobném těm, ve kterých vycházely literární časopisy kolem roku 1968. To je způsobeno především faktem, že tehdy se na jejich stránkách tvořila nejen literatura, ale i politika.

## Literární ceny
Při příležitosti změny režimu se přestaly udílet literární ceny spojené s komunistickými politiky s vyřazením starých ocenění vznikla i řada nových cen. Jedněmi z nejvýznamnějších literárních cen se staly Státní ceny za literaturu a za překladatelské dílo, ty jsou udělovány za původní tvorbu nebo za překlad, a to ministerstvem kultury. Další cena byla převzata z exilové tradice – Cena Jaroslava Seiferta, nově vznikla Cena Karla Čapka udělovaná českým PEN klubem. Nezávisle existuje od roku 1982 cena Cena Karla Čapka, určená spisovatelům sci-fi a fantasy literatury. Za další specializovanou cenu lze považovat Skácelovu cenu určenou básníkům, nebo Cenu Ferdinanda Peroutky, která je udělována novinářům; zejména esejistikou se zabývá Cena Toma Stopparda.